# Francisco Diéguez Rodríguez

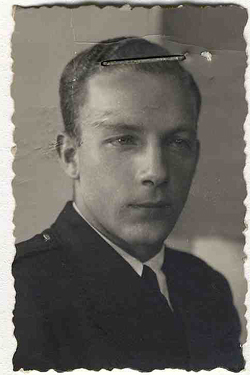
Francisco Diéguez Rodríguez.

Francisco Diéguez Rodríguez (Laroco (Orense) 15 de agosto de 1911) fue un militar español que luchó en la guerra civil española como piloto de caza en el bando sublevado. Una vez terminada la guerra continuó carrera militar en el Ejército del Aire, alcanzando el grado de General de División.
Original de Laroco, provincia de Orense. El inicio de la Guerra Civil, 18 de julio de 1936 le cogió en Madrid, en la zona dominada por el bando republicano.
Al poco de comenzar la Guerra Civil se dirigió a la Escuela de Pilotos de la Base Aeronaval de San Javier (Región de Murcia), donde comenzó estudios de piloto de caza. El 24 de marzo de 1937 huyó durante un vuelo de instrucción con un aeroplano Breguet 19 a zona nacional, exactamente a Villa Sanjurjo, protectorado español de Marruecos.
El 13 de mayo de 1937 se incorpora al Aeródromo de Tablada (Sevilla) como alumno de la Escuela de Aviación.
El 17 de julio de 1937 es promovido al empleo de Alférez de Complemento del Arma de Aviación.
A partir de entonces se incorpora a la Región Aérea de Levante, al Grupo 1-G-2 de Heinkel He 51 participando en numerosas acciones de guerra. A lo largo de la contienda pasó por diversos grupos, con el siguiente orden:
- 1 de octubre de 1938: 5-G-3 (fue oficialmente destinado a este grupo, pero nunca se llegó a formar).
- 15 de octubre de 1938: 2-G-3.

A partir de finales de octubre de 1938 pasó a la Región Aérea del Centro.
- 16 de diciembre de 1938: 5-G-5.

El 8 de septiembre de 1938 fue ascendido a Teniente Provisional.
A lo largo de la guerra realizó un total de 178 servicios, siendo dos veces herido en combate: 
La primera vez el 26 de marzo de 1938 apoyando a la I División Navarra en el paso del río Guadalupe. En esta acción recibió un impacto de bala, pudiendo regresar con su aparato al aeródromo. En la misma acción murió su compañero el Teniente Julián Aragón Muñoz y quedó herido el Teniente Ruy Ozores Ochoa. Por esta acción recibiría la Medalla Militar Colectiva.
La segunda vez el 18 de junio del mismo año, en el Frente de Teruel, durante el asalto a las cotas 1632 y 1580.
- Datos: Q2885007
- Multimedia: Francisco Diéguez Rodríguez / Q2885007